# 15903 Rolandflorrie
15903 Rolandflorrie este o planetă minoră (asteroid), cu un diametru de 4,235 km, din centura de asteroizi. A fost descoperită pe 5 septembrie 1997 la Burlington⁠(d) de Terry Handley⁠(d). 
Obiectul prezintă o orbită caracterizată de o semiaxă mare de 2,6388848 UAi, o excentricitate de 0,14, o înclinație de 12,76239 ° în raport cu ecliptica.